# راشيل ماثيوز
راشيل لين ماثيوز (من مواليد 25 أكتوبر 1993) ممثلة أمريكية. اشتهرت ببطولة فيلم يوم موت سعيد وتكملة له ، يوم موت سعيد 2 يو .